# Sony Ericsson W580i
Sony Ericsson W580i為Sony Ericsson於2007年7月31日所推出的行動電話，內建200萬畫素相機。內建了Shake Control搖動換曲功能，在播放音樂時只要左右搖晃便能控制。

## 特色
除了獨創的Shake Control功能外，也內建了與W710i一樣的健身程式，能記錄運動量等數據。